# داميانو كاروسو
داميانو كاروسو (بالإيطالية: Damiano Caruso)‏ ولد بتاريخ 12 أكتوبر 1987 في صقلية، إيطاليا، هو دراج إيطالي في صنف سباق الدراجات على الطريق.

## سجل النتائج

### المراكز
- حقق المركز الـ 9 في طواف إسبانيا 2014
- حقق المركز الـ 8 في طواف إيطاليا 2015

### سباقات أو مراحل فاز بها
| التاريخ        | السباق                    | المركز                                                |
| -------------- | ------------------------- | ----------------------------------------------------- |
| 15 مارس 2011   | تيرينو ادرياتيكو 2011     | الخامس في تصنيف أفضل شاب                              |
| 14 أغسطس 2011  | طواف إينكو 2011           | الرابع في تصنيف أفضل شاب                              |
| 01 يناير 2012  | طواف بريطانيا 2012        |                                                       |
| 31 مارس 2012   | جائزة ميغيل إندوراين 2012 | الثامن في التصنيف العام                               |
| 27 مايو 2012   | طواف إيطاليا 2012         | المرتبة 24 في التصنيف العام، الخامس في تصنيف أفضل شاب |
| 27 أغسطس 2012  | يو إس إيه برو تشالنج 2012 | الثاني في تصنيف النقاط                                |
| 26 مايو 2013   | طواف إيطاليا 2013         | المرتبة 19 في التصنيف العام                           |
| 08 سبتمبر 2013 | طواف ألبرتا 2013          |                                                       |
| 15 أكتوبر 2013 | طواف بكين 2013            | الأول في تصنيف الجبال                                 |
| 13 يوليو 2014  | طواف النمسا 2014          |                                                       |
| 14 سبتمبر 2014 | طواف إسبانيا 2014         | العاشر في تصنيف النقاط، التاسع في التصنيف العام       |
| 01 يناير 2016  | طواف أندلوسيا 2016        |                                                       |
| 02 أغسطس 2020  | سيركويتو دي جيتكسو 2020   | الفائز في التصنيف العام                               |
| 15 أبريل 2022  | جيرو دي سيسيليا 2022      | الفائز في التصنيف العام                               |

## روابط خارجية
- داميانو كاروسو على موقع الاتحاد الدولي للدراجات (الإنجليزية)
- داميانو كاروسو على موقع أرشيف الدراجات (الإنجليزية)
- داميانو كاروسو على موقع إحصائيات الدراجات الإحترافية (الإنجليزية)
- داميانو كاروسو على موقع نسبة الدراجات (الإنجليزية)
- داميانو كاروسو على موقع CycleBase (الإنجليزية)
- داميانو كاروسو على موقع أوليمبيديا (الإنجليزية)
- داميانو كاروسو على موقع اللجنة الأولمبية الإيطالية (الإيطالية)